# Night is the New Day
Night is the New Day es el octavo álbum de la banda sueca Katatonia. Fue lanzado al mercado europeo el lunes 2 de noviembre de 2009, mientras que en EE.UU el día 10 del mismo mes. Este álbum representa la culminación del trabajo que el grupo venía organizando desde Viva Emptiness. Este álbum posee el estilo que llevó en su anterior álbum The Great Cold Distance, con un sonido más alternativo y progresivo, además con grandes influencias del Doom Metal (como queda expresado en el tema Nephilim), que han llevado en su carrera. Por otro lado, el juego de sintetizadores (más intensivo y extensivo que en el disco pasado) se combina con "sampleados" de violines y piano, acercándose algunas veces en sus canciones a un sonido más minimalista y más alternativo.
La canción Departer cuenta con la participación de Krister Linder (de la banda Enter The Hunt).

## Lista de canciones
1. "Forsaker" 04:05
2. "The Longest Year" 04:39
3. "Idle Blood" 04:23
4. "Onward Into Battle" 03:52
5. "Liberation" 04:18
6. "The Promise Of Deceit" 04:18
7. "Nephilim" 04:27
8. "New Night" 04:28
9. "Inheritance" 04:30
10. "Day & Then The Shade" 04:27
11. "Departer" 05:27
12. "Ashen" (tema extra de la edición sueca) 04:09

## Créditos
- Jonas Renkse - voz
- Anders Nyström - guitarra
- Fredrik Norrman - guitarra
- Mattias Norrman - bajo
- Daniel Liljekvist - batería

Otros:
- Krister Linder - voz en "Departer"
- Frank Default - Teclados y percusión